# Herrmann Emil
Herrmann Emil (Dognácskabánya (Bánság), 1840. november 13. – Budapest, 1925. április 22.) bánya- és kohómérnök, a selmecbányai Bányászati és Erdészeti Akadémia professzora.

## Élete, munkássága
Felsőfokú tanulmányait 1856-ban a bécsi, majd 1857-től a pesti József nádor Műegyetemen folytatta, végül a selmecbányai Bányászati és Erdészeti Akadémián fejezte be 1863-ban, ahol bányászatot és kohászatot tanult. Végzés után három évig a szélaknai gépészeti felügyelőségen dolgozott. 1866-tól kezdődően már az oktatásnak és a tudománynak szentelte életét. Először a leobeni bányászati akadémián volt tanársegéd a Bánya- és kohógéptani tanszéken, majd 1868-tól a Selmeci Akadémián oktatott ábrázoló geometriát és erdészeti erőműtant – ideiglenes tanársegédként. 1869 és 1872 között kinevezett tanársegéd volt a Matematika-mechanika-gépszerkezettan tanszéken, ahol az elsők között adott elő magyar nyelven. Ez egybevágott a főiskola törekvéseivel, mivel az 1867-es osztrák-magyar kiegyezés után az akadémia magyar állami intézmény lett. 1884-től az akkor alakult Elemző erőműtani–Szilárdságtani tanszéket vezette, majd 1892-ben elvállalta az Általános és Vasgyári Géptan tanszék, a későbbi miskolci Kohógéptani és Képlékenyalakítástani Tanszék jogelődjének a vezetését. Ekkor már nemzetközi hírű tudós volt, nevezetes műve az 1879-ben megjelent Conpendium der mechanischen Wärmetheorie, továbbá a Technikai mechanika 1885-ből és az 1894-es Szilárdságtan. Hőelméleti értekezéseit a hazai szaklapokon kívül több külföldi szakfolyóirat is közölte. 1889-ben bányatanácsos, 1894-ben főbányatanácsos lett. A tanszék vezetésétől 1902-ben vált meg, ahol e tisztségében fia, Herrmann Miksa követte.
Jelentős elméleti és szakirodalmi munkásságot fejtett ki a gázok termodinamikája, a mechanika és a szilárdságtan területén. Fontos eredményekre jutott a hengersorok, a gőzgépek és a vízoszlopos gépek méretezése terén. A magyar nyelvű műszaki irodalom úttörője, amivel nagy hatással volt a magyar szaknyelvi irodalom kialakulására.